# Дивний (Ульяновська область)
Дивний (рос. Дивный) — селище в Мелекеському районі Ульяновської області Російської Федерації.
Населення становить 1008 осіб. Входить до складу муніципального утворення Рязановське сільське поселення.

## Історія
Від 2004 року входить до складу муніципального утворення Рязановське сільське поселення.

## Населення
| 2010 |
| ---- |
| 1008 |